# 2241 Alcathous
2241 Alcathous é um asteroide troiano de Júpiter localizado no ponto de Lagrange L5 do planeta. Foi descoberto em 22 de novembro de 1979 por Charles T. Kowal no Observatório Palomar.